# Coppa araba 2012
La Coppa araba 2012 (in arabo كأس العرب 2012‎?) fu la nona edizione della Coppa araba, competizione calcistica per nazionali organizzata dalla UAFA. La competizione si svolse in Kuwait dal 22 giugno al 6 luglio 2012 e vide la partecipazione di 12 squadre: Arabia Saudita, Bahrein, Egitto, Emirati Arabi Uniti, Iraq, Kuwait, Libano, Libia, Marocco, Palestina, Sudan e Yemen.
La UAFA organizzò questa competizione dal 1963 al 2012 a cadenza variabile. Fino a quel momento si sono disputate in totale 9 edizioni del torneo, più 2 edizioni annullate (l'edizione del 1982 a causa della guerra del Libano, mentre quella del 2009 per mancanza di sponsor). Durante la lunga interruzione che si è avuta tra il 1966 e il 1985, il torneo fu rimpiazzato (o rinominato) dalla Coppa della Palestina, di cui tre edizioni si giocarono negli anni '70. L'edizione del 1992 è stata parte integrante dei giochi arabi disputati in Siria.

## Formula
- Qualificazioni

Nessuna fase di qualificazione. Le squadre sono qualificate direttamente alla fase finale.
- Fase finale

Fase a gruppi - 12 squadre, divise in tre gruppi da quattro squadre. Giocano partite di sola andata, le prime classificate e la migliore seconda si qualificano alle semifinali.
Fase a eliminazione diretta - 4 squadre, giocano partite di sola andata. La vincente si laurea campione UAFA.

## Squadre partecipanti
| Pr. | Squadra             | Data di qualificazione certa | Partecipante in quanto                                                                 | Partecipazioni precedenti al torneo          | Ultima presenza |
| --- | ------------------- | ---------------------------- | -------------------------------------------------------------------------------------- | -------------------------------------------- | --------------- |
| 1   | Arabia Saudita      | -                            | Rappresentativa della nazione organizzatrice della fase finale e detentrice del titolo | 5 (1985, 1988, 1992, 1998, 2002)             | Kuwait 2002     |
| 2   | Bahrein             | -                            | Qualificata di diritto                                                                 | 4 (1966, 1985, 1988, 2002)                   | Kuwait 2002     |
| 3   | Egitto              | -                            | Qualificata di diritto                                                                 | 3 (1988, 1992, 1998)                         | Qatar 1998      |
| 4   | Emirati Arabi Uniti | -                            | Qualificata di diritto                                                                 | 1 (1998)                                     | Qatar 1998      |
| 5   | Iraq                | -                            | Qualificata di diritto                                                                 | 4 (1964, 1966, 1985, 1988)                   | Giordania 1988  |
| 6   | Kuwait              | -                            | Qualificata di diritto                                                                 | 7 (1963, 1964, 1966, 1988, 1992, 1998, 2002) | Kuwait 2002     |
| 7   | Libano              | -                            | Qualificata di diritto                                                                 | 6 (1963, 1964, 1966, 1988, 1998, 2002)       | Kuwait 2002     |
| 8   | Libia               | -                            | Qualificata di diritto                                                                 | 3 (1964, 1966, 1998)                         | Qatar 1998      |
| 9   | Marocco             | -                            | Qualificata di diritto                                                                 | 2 (1998, 2002)                               | Kuwait 2002     |
| 10  | Palestina           | -                            | Qualificata di diritto                                                                 | 3 (1966, 1992, 2002)                         | Kuwait 2002     |
| 11  | Sudan               | -                            | Qualificata di diritto                                                                 | 2 (1998, 2002)                               | Kuwait 2002     |
| 12  | Yemen               | -                            | Qualificata di diritto                                                                 | 2 (1966, 2002)                               | Kuwait 2002     |

Nella sezione "partecipazioni precedenti al torneo", le date in grassetto indicano che la nazione ha vinto quella edizione del torneo, mentre le date in corsivo indicano la nazione ospitante.

## Fase finale

### Fase a gruppi

#### Gruppo A
| Ta'if 22 giugno 2012 | Arabia Saudita | 4 – 0 | Kuwait | King Fahd Stadium |

| Ta'if 25 giugno 2012 | Kuwait | 2 – 0 | Palestina | King Fahd Stadium |

| Ta'if 28 giugno 2012 | Arabia Saudita | 2 – 2 | Palestina | King Fahd Stadium |

| Pos | Squadra             | P.ti     | G        | V        | N        | P        | GF       | GS       | DR       |
| --- | ------------------- | -------- | -------- | -------- | -------- | -------- | -------- | -------- | -------- |
| 1   | Arabia Saudita      | 4        | 2        | 1        | 1        | 0        | 6        | 2        | +4       |
| 2   | Kuwait              | 3        | 2        | 1        | 0        | 1        | 2        | 4        | -2       |
| 3   | Palestina           | 1        | 2        | 0        | 1        | 1        | 2        | 4        | -2       |
| -   | Emirati Arabi Uniti | Ritirato | Ritirato | Ritirato | Ritirato | Ritirato | Ritirato | Ritirato | Ritirato |

Arabia Saudita qualificato alle semifinali.

#### Gruppo B
| Jeddah 23 giugno 2012 | Marocco | 4 – 0 | Bahrein | Stadio Principe Abd Allāh bin Fayṣal |

| Jeddah 23 giugno 2012 | Libia | 3 – 1 | Yemen | Stadio Principe Abd Allāh bin Fayṣal |

| Jeddah 26 giugno 2012 | Bahrein | 0 – 2 | Yemen | Stadio Principe Abd Allāh bin Fayṣal |

| Jeddah 26 giugno 2012 | Libia | 0 – 0 | Marocco | Stadio Principe Abd Allāh bin Fayṣal |

| Ta'if 29 giugno 2012 | Libia | 2 – 1 | Bahrein | King Fahd Stadium |

| Jeddah 29 giugno 2012 | Yemen | 0 – 4 | Marocco | Stadio Principe Abd Allāh bin Fayṣal |

| Pos | Squadra | P.ti | G | V | N | P | GF | GS | DR |
| --- | ------- | ---- | - | - | - | - | -- | -- | -- |
| 1   | Marocco | 7    | 3 | 2 | 1 | 0 | 8  | 0  | +8 |
| 2   | Libia   | 7    | 3 | 2 | 1 | 0 | 5  | 2  | +3 |
| 3   | Yemen   | 3    | 3 | 1 | 0 | 2 | 3  | 7  | -4 |
| 4   | Bahrein | 0    | 3 | 0 | 0 | 3 | 1  | 8  | -7 |

Marocco e Libia qualificati alle semifinali.

#### Gruppo C
| Jeddah 24 giugno 2012 | Iraq | 1 – 0 | Libano | Stadio Principe Abd Allāh bin Fayṣal |

| Jeddah 24 giugno 2012 | Egitto | 1 – 1 | Sudan | Stadio Principe Abd Allāh bin Fayṣal |

| Jeddah 27 giugno 2012 | Libano | 0 – 2 | Sudan | Stadio Principe Abd Allāh bin Fayṣal |

| Jeddah 27 giugno 2012 | Iraq | 2 – 1 | Egitto | Stadio Principe Abd Allāh bin Fayṣal |

| Ta'if 30 giugno 2012 | Egitto | 1 – 1 | Libano | King Fahd Stadium |

| Jeddah 30 giugno 2012 | Sudan | 1 – 1 | Iraq | Stadio Principe Abd Allāh bin Fayṣal |

| Pos | Squadra | P.ti | G | V | N | P | GF | GS | DR |
| --- | ------- | ---- | - | - | - | - | -- | -- | -- |
| 1   | Iraq    | 7    | 3 | 2 | 1 | 0 | 4  | 2  | +2 |
| 2   | Sudan   | 5    | 3 | 1 | 2 | 0 | 4  | 2  | +2 |
| 3   | Egitto  | 2    | 3 | 0 | 2 | 1 | 3  | 4  | -1 |
| 4   | Libano  | 1    | 3 | 0 | 1 | 2 | 1  | 4  | -3 |

Iraq qualificato alle semifinali.

#### Raffronto tra le seconde classificate
| Pos | Gruppo | Squadra | P.ti | G | V | N | P | GF | GS | DR |
| --- | ------ | ------- | ---- | - | - | - | - | -- | -- | -- |
| 1   | B      | Libia   | 4    | 2 | 1 | 1 | 0 | 3  | 1  | +2 |
| 2   | A      | Kuwait  | 3    | 2 | 1 | 0 | 1 | 2  | 4  | -2 |
| 3   | C      | Sudan   | 2    | 2 | 0 | 2 | 0 | 2  | 2  | 0  |

### Fase a eliminazione diretta

#### Tabellone
|  | Semifinali     | Semifinali     | Semifinali |         |       | Finale          | Finale          | Finale          |  |
|  |                |                |            |         |       |                 |                 |                 |  |
|  | Arabia Saudita | Arabia Saudita | 0          |         |       |                 |                 |                 |  |
|  | Arabia Saudita | Arabia Saudita | 0          |         |       |                 |                 |                 |  |
|  | Libia          | Libia          | 2          |         |       |                 |                 |                 |  |
|  | Libia          | Libia          | 2          |         | Libia | Libia           | 1 (1)           |                 |  |
|  |                |                |            |         | Libia | Libia           | 1 (1)           |                 |  |
|  |                |                | Marocco    | Marocco | 1 (3) |                 |                 |                 |  |
|  | Marocco        | Marocco        | Marocco    | Marocco | 1 (3) | 2               |                 |                 |  |
|  | Marocco        | Marocco        |            |         |       | 2               |                 |                 |  |
|  | Iraq           | Iraq           | 1          |         |       | Finale 3º posto | Finale 3º posto | Finale 3º posto |  |
|  | Iraq           | Iraq           | 1          |         |       |                 |                 |                 |  |
|  |                |                |            |         |       |                 |                 |                 |  |
|  |                |                |            |         |       | Arabia Saudita  | Arabia Saudita  | 0               |  |
|  |                |                |            |         |       | Arabia Saudita  | Arabia Saudita  | 0               |  |
|  |                |                |            |         |       | Iraq            | Iraq            | 1               |  |

#### Semifinali
| Jeddah 3 luglio 2012 | Arabia Saudita | 0 – 2 | Libia | Stadio Principe Abd Allāh bin Fayṣal |

| Jeddah 3 luglio 2012 | Marocco | 2 – 1 | Iraq | Stadio Principe Abd Allāh bin Fayṣal |

#### Finale 3º posto
| Jeddah 5 luglio 2012 | Arabia Saudita | 0 – 1 | Iraq | Stadio Principe Abd Allāh bin Fayṣal |

#### Finale
| Jeddah 6 luglio 2012                         | Marocco              | 1 – 1 (d.t.s.) | Libia | Stadio Principe Abd Allāh bin Fayṣal |
| \| \| \| \| \| \| Tiri di rigore 3 – 1 \| \| |                      |                |       |                                      |
|                                              |                      |                |       |                                      |
|                                              | Tiri di rigore 3 – 1 |                |       |                                      |